# 柏度·祖尼亞
柏度·比斯普·摩利拿·祖尼亞（1987年1月29日—）是巴西的足球運動員，司職前鋒。

## 榮譽
- 巴西足球乙級聯賽 - 2005
- 南里奧格蘭德州國聯盟 - 2006
- 智利八角錦標賽 - 2005
- 天皇杯 - 2009
- 伯南布哥地方聯賽 - 2010

## 外部連結
1. ↑  . Guardian.co.uk.   [2009-09-03].[]

- Sambafoot簡介 （页面存档备份，存于）
- （葡萄牙文） 柏度祖尼亞被出售到日本
- （葡萄牙文） 聖卡埃塔諾將柏度祖尼亞遠匯到日本
- （葡萄牙文） 格雷米奧賣柏度祖尼亞